# Список виконавців українського року
Алфавітний список відомих гуртів українського року.
В цей список входять гурти, які містяться у переліках на сайтах, що присвячені українському року, українських рок-енциклопедіях і рок антологіях, а також на які наведене авторитетне джерело, що підтверджує їх українськість.
| # A B C D E F G H I J K L M N O P Q R S T U V W X Y Z |

## Кирилиця

### 0–9
- 19.99

### А
- Абздольц[1][2][3]
- Абордаж![1]
- Абразія[3]
- Абсорбація[2]
- Абу-Касимові Капці[3]
- Ав@антюра[3]
- Аварійне Небо[3]
- Аварійний Вихід[2][3]
- Автентичне життя[2][4]
- Автор снов[3]
- Агонія[5]
- Адєжда Бабкіна
- Аероплан[2]
- Аеропорт Київ[5]
- Аккад[1]
- Акуена![1]
- Аліас Вчора оригінальна назва рос. (Алиас Вчера)[1]
- Алхімія оригінальна назва рос. (Алхимия)[1][3]
- Альфонс де Монфруа[6]
- Альоша ЖиК[4]
- АмаранікА[3]
- Аммок[1]
- Амфэтеатр[3]
- Ананас[1][3]
- Ангар 18[3]
- Андерграунд[1]
- Андерграунд Львів[2]
- Андерсон[1]
- Анестезія[3]
- АніМе[1]
- «АННА»
- Аномалія[6]
- Антипоп
- Антитіла
- Анті[3]
- Антре (колишні Н.Три)
- Апокриф
- Апостейт[4]
- Арагон[3]
- АрахнофобіЯ[1][2][4]
- Ареал[1]
- Армада[2][4]
- Арматура[2]
- Арніка[7]
- Артіш
- Артлейк[1]
- Астарта
- АтмАсфера
- Аушвітз[2]
- Аурум (гурт)
- Аффект[1]
- Ахінея

### Б
- Бажана[1]
- Базука Бенд[1][2][4]
- Баки[8]
- Бамбр[4]
- Бандурбенд
- Банита Байда[1]
- Бангладеж[4]
- Барабас
- Бардлэнд[9]
- Барракуда[2]
- Бастіон[8][4]
- Бджоли Проти Меду[1]
- Безпека[9]
- Без питань
- Безпрідєл[4]
- Без цукру[2]
- Безодня[1]
- Бек слайдерс[6]
- Белки[4]
- Бензин[1]
- Бензопілін[9]
- Березень[5]
- Берег Бонанзи[1][9]
- Беркут
- Бісайдз
- Бите скло[1]
- Біла Вежа[1][9]
- Білий загін[8]
- Біла Ніч
- Більше[4]
- Біокорд[5]
- Біонік[2]
- Бісайдес[1][2]
- Бітджуйс[2]
- Біфор[2]
- Блеміш[5]
- Блеф[9]
- Бліондас Евеліна[2]
- Блуд[9]
- Блюденс[1][2]
- Блюзерс[5]
- Блябба[2]
- Больно далеко[1]
- Бомбтрек[2][5]
- Бонита Байда[5]
- Борщ[1][2]
- БраZерс
- Брати блюзу[10]
- Брати Гадюкіни[1][2][7]
- Братья Карамазовы
- Брати Карамазови та друзі[2]
- Брем Стокер[2][9][4]
- Брови папи
- Бронзові гаражі[2][5][4]
- Бряц-Band[1]
- Був'є
- Будда-44[11][4]
- Будет[1]
- Буджакеры
- Бульдог[2]
- Бумбокс
- Бункер Йо[10]
- Буффало-Джмель[1]
- Бе-Бе[1]
- Біла гарячка[12]

### В
- Вавилон[5]
- Вайнот[4]
- Валентин Стрикало
- Валет мечей[13]
- Вапняки під голим небом
- Вежа Хмар[4]
- Bik.No[1][2]
- Веремій[1][13]
- Вермут[13]
- Версавія[13]
- Вертеп[11][4]
- Верховна Зрада[1][2]
- Весняний галас[1]
- Відірвані від опалення[4]
- Відповідь to be...[13]
- Відчуття.Тиші[13]
- Дорослі Діти оригінальна назва рос. (Взрослые Дети)[1]
- Візерунки шляхів[5]
- Винипуз Моб[12]
- Вихід У Місто
- ВінС[1][2]
- Він знає[4]
- Віранда[1][4]
- Віскула[13]
- Вічний притулок[4]
- Витівки[1]
- Вій[1][2][4]
- Віка Врадій[7]
- Вінки[1]
- Віскула[1]
- Віта Бревіс[1]
- Вітамін[4]
- Власне Кажучи[13]
- Всередині Звуку оригінальна назва рос. Внутри Звука[1][13]
- Воанергес
- Вогні великого міста[2][2]
- Вогні Цитаделі[13]
- Вода[1]
- Вовчі Ягоди оригінальна назва рос. (Волчьи Ягоды)
- Вокс пюпіліс[2]
- Воленс Ноленс[4]
- Вольница[13]
- Вольта[4]
- Вомбат[4]
- Воплі Відоплясова[1][2][5]
- Ворождень[1]
- ВорОны клюют твои посевы, Джузеппе![13]
- Ворст
- Восприятие света[13]
- Восьмий День[13]
- Вперше Чую
- Всьо нічого[4]
- ВСГД
- Вуйки[7]
- Вурдалаки[13]
- Вигорання Особистості оригінальна назва рос. (Выгорание Личности)[1]

### Г
- Габокрічі[2]
- Гавайські гітари[2]
- Гайдамаки[1][2]
- ГАЛяК
- Галілео Галілей[4]
- Гамлет[4]
- Гапочка[14]
- Гараж Ньютона[14]
- ГИЧ оркестр
- Годзадва[5]
- Годо[4]
- Город Солнца[2]
- Голова в пакете[14]
- Гра в бісер (гурт)[1]
- Гра Втемну[14]
- ГражданинЪ Топинамбур[1][11][4]
- Граймо[5]
- Гранжиана[1][14]
- Гримуар (гурт)[1]
- Грин Джоли[4]
- Група Х[5]
- Група пластичної містифікації[7]
- Гудімов
- Гуцул Каліпсо[1][2][4]
- Гучні Думки[14]
- Гуцули

### Ґ
- Ґорґішелі[15]
- Ґудвін

### Д
- Давня казка[16]
- Дай мамі поспати[4]
- Далеко[2][4]
- Далекі Мрії
- ДАТ[2]
- Д.Ю.М.А
- Далі[1]
- Два ДД (2DD)[2]
- Дездемона[2]
- Де інде[7]
- Декабристи[16]
- Декаданс[1]
- ДельТора
- День Zащиты Детей[1]
- День Триффідов оригінальна назва рос. (Триффидов)
- Дет сад[4]
- ДеЯ[4]
- Діти Бодуна оригінальна назва рос. (Дети Бодуна)[1]
- Діти Зими
- Джаіра[1][16]
- Джалапіта[17]
- Джек О'Лентерн[2][7][4]
- Джета[16]
- Джигура[16]
- Диверсанти (гурт)[1]
- Дивні[1][2][7][4]
- Димна суміш[1][2][4]
- Діамантово зелені[4]
- Дінго vs Павлов
- Дионіс[1]
- Директорія
- Діетиламід лізергінова кислота оригінальна назва рос. (Диэтиламид лизергиновая кислота)[1]
- Дівчина Джона[1]
- Діодний міст[18]
- ДНК[1][4]
- Добрий Ранок оригінальна назва рос. (Доброе Утро)[1]
- Догма[16]
- Доктор Фауст[5]
- Доній Олесь і Калекция[2]
- Дон Хуан[1]
- Допінг[1]
- Дороги меняют цвет[1]
- Дощ[1][6]
- Дорн Іван
- Драглайн[7]
- Древо[2]
- Дрозди[2]
- Дредноут (гурт)
- ДримбаДаДзига
- Друга Ріка
- Друге дихання[5]
- Друже Музико
- ДТР[7]

### Е
- Едем[1][5]
- Їжаки сміються оригінальна назва рос. (Ежики смеются)[1]
- Екзистенція[2][4]
- Екзотичний кактус[2][4]
- Ексампей[4]
- Ексір[2][4]
- Екстезі[4]
- Елвіра[2]
- Елджі[4]
- Елегія[1]
- Ельза[6]
- Еней[5]
- Енергетика[2]
- Еренеріа  [1]
- Еротичний джаз[5]
- Есперанза[2][4]
- Етна
- Етно XL
- Ефект метелика
- Ефір
- Ефіра оригінальна назва англ. (Ephyra)[19]

### Ж
- Жаба в дирижаблі[1][2]
- Жадан і Собаки

- Железный занавес-рос. (Залізна завіса)[20]
- Жандарми[4]
- Жителі Сонця оригінальна назва рос. (Жители Солнца)[20]
- Жопу снесло[2]

### З
- За бічь[4]
- За вікном[2]
- Забобон[2]
- За край[1][21]
- Заброшенная территория[1]
- Забута Симфонія[1]
- Заграва[10]
- Загублений світ[5]
- Замість пігулок[2][4]
- Замкова тінь[1]
- Запасной выход[1]
- Зарін Зоман[4]
- Затерянный город[21]
- Затримай Подих
- Західний час[21]
- Збіг Обставин[21]
- Звільнені від ПДВ[2][4]
- Звірята Суфіни[5]
- Зворотний Зв'язок[1][21]
- Зворотній відлік[1][21]
- Зе Юкреніанс[2]
- Зла-Мала[1]
- Злам[21]
- Знак Води[1]
- Знищені Сонцем[1]
- Знов за старе[2]
- Зона сутінків[4]
- Зруйновані барикади[5]

### И
- «И друг мой грузовик»[1]
- «Игла»[1]
- «Иона-в-китовом-чреве»
- «Исток»[1]

### І
- Іванов даун[5]
- Іван-Самшит[5]
- Ідоли[6]
- «Ієрархія» оригінальна назва рос. («Иерархия»)
- «І Кров по Долині»
- «І-Тімад»
- Ілф.ФА [2]
- Імпала[2][4]
- «Імпровізація»
- Інактіон[2]
- «Інкунабула»
- Інферно[2][12]
- «Інший день»[22]
- Інший світ[22]
- «Інші» оригінальна назва рос. («Другие»)[1]
- «Ірій»

### Ї
- «Їжаки сміються»
- «Їжак»

### Й
- Йогурт (гурт)[2]
- «Йожики»[1][23]

### К
- К92[24]
- К402[1]
- Казма-Казма[6]
- Кайя[2]
- Кактус[1]
- Калугін Антон[25]
- Калєкція[6]
- Кам'яний Гість[1][2][24]
- Камелот[1]
- Камин
- Камишовий кіт[2]
- Камо грядеши
- Капітан Крюк[6]
- Карантин[1]
- Карна[1]
- Каплан Юрій (Валентин Стрикало)
- Катапульта[5]
- Качелі[2]
- Катрусин Кінозалъ[2][24]
- Квадраджесіма[1][2][4]
- Квазімодо[4]
- Кварк[2]
- Квартира № 50[1][5]
- Квітень Руїн
- Квітка Цісак[2]
- Килич[4]
- Ківі джаз[2]
- Кінгсайз[2]
- Кінза[4]
- Кенгуру[4]
- Клосед Маунтіанс[2]
- Кніксен[6]
- Коваленко Д. & Project Контур[2]
- Ковтнярі[1][2]
- КовчеГ[2][4]
- Кожному своє[1][2]
- Кожаный Олень
- Козак Ямайка[4]
- Колезький асесор[5]
- Колеса Феба[1]
- Колір відвертості[24]
- Колір Ночі
- Коло Хмар[1]
- Кома[1][4]
- Команда Кусто[4]
- Команда Q100[2]
- Коммуналка[24]
- Кому ВниЗ[1][2]
- Конгрес[2]
- Конкордія
- Контрабанда
- Контури тінеЙ[24]
- КООП[7]
- Копірайт
- Кораллі[26][1]
- Королівські зайці[1][2][7][4]
- Корпорацція оригінальна назва рос. (Корпорацция)[1]
- Корпус буцефала[10]
- Космозоо[4]
- Кошкін дом[8]
- КПП[6]
- КРАБ[24]
- Край[24]
- Край Неба[24]
- Кратер[8]
- Кредо[5]
- Крем-Брюле
- КРеМП[1]
- Криголам
- Кримови Михайло та Людмила[11]
- Кула[2]
- Хрестовий Похід
- Крик ветра[24]
- Крик душі
- Крихітка
- Крихітка Цахес[1][4]
- Крила[1]
- Крок[5]
- Кросворд[5]
- Куклы Клауса[1]
- Ку-ку[6]
- Кула[4]

### Л
- Л.@.Й.Т.[27]
- Лазарет[8]
- Ла-Манш[10]
- Ласковые усы
- Л!нки[1]
- Легіонер[2]
- Леді Джанк[8]
- Леви[7]
- Ленивый День[1]
- Ленін[2]
- Лепрекон (гурт)
- Лесик Band[2]
- Летаргия[1]
- Лікування кульбабками
- Листопад[1][27]
- ЛихоЛесье[1][27]
- Лівий Вихід
- Локи[1]
- Лос Динамос[4]
- Лоріен (Мар'яна Косович)[4]
- Луна под Пресом[27]
- Люди-квіти
- Люк[2]
- Люфтваффе[6]
- Львів'яни[7]
- ЛяМур[1]

### М
- Маджодо
- МайжеКолір[28]
- Майор Пронін
- Малхолланд Драйв[28]
- Мама Я Радіо
- Мандариновий Рай[1]
- МАНДРИ
- МаніфестЪ[28]
- Манкурт[28]
- Манускрипт
- Маракеш[1]
- Марія Бурмака
- Масса Причин
- Мастеркласс[1][28]
- Матросов Ensemble[1]
- MELISSA[1][4]
- Мегамасс
- Медовий полин[28]
- Менестрелі[2]
- Мерамия
- Мерва
- Мертвий Півень[1][2][7]
- Мертві груші[4]
- Мертвій Півень і Морозов Віктор[2]
- МАРТОВІ
- Мерфі
- Мескалин[1]
- Метелики[1]
- Метод Буги
- МЗР[4]
- Мій Батько П'є
- Місто-Супутник[5]
- Моноліт
- Монте Крісто[1][2]
- МОРіЯ
- Морозов Віктор[2]
- Мотор'ролла[1][2][4]
- Мурени[1]
- Мы100

### Н
- Н.Три[1]
- Навколо Кола
- Надзвичаний такотож[2]
- Надзвичайні думки[4]
- Над землею[4]
- Назад шляху немає[1][4]
- Натурали[1][2]
- НАУМ і Ко[1]
- Нахтігаль[2]
- Не бойся, Маша![1]
- Не притулятися[1]
- Небесна копалина[1]
- Небо S.K.[1][29]
- Небо для Себе[29]
- Неборак-Рок-Бенд[7]
- Неборок[7]
- НеДіля[1][29]
- Незаймана земля
- Нейокосо
- Некоторые ночью[1]
- Немного нервно[29]
- Неспроста[1]
- Нет конфет[1]
- Некунде
- НЕ лізь, БО вб'є
- Неон[4]
- Нервові краби[4]
- Нерозгадані[29]
- НестерокЪ[29]
- Ніагара[1][4]
- Нічний експрес[29]
- Ніхто[1]
- Нове покоління[2]
- Ностальгія за мезозоєм[5]
- Нумер 482[8][4]

### О
- O.Torvald[1]
- Об'єкт під охороною[1]
- Обійми Дощу[1][30]
- Образ жизни[30]
- ОгіRock[1]
- Один[30]
- Один_в_каное
- Однавидимость[1]
- Одрі[1]
- Океан Ельзи[1]
- Округ 2000[10]
- Олександра[4]
- Олигофрены
- Оллі[1]
- Олово[4]
- Онейроїд[1]
- Опальний Принц[7]
- Опіум[1][30]
- Оракул[2][4]
- Оранта[30]
- Оратанія[1][2][4]
- ОРБК[2]
- Орган!к
- Орден небеС[30]
- Ореол[7]
- Оркестр діда Мазая[7]
- Оркестр Че
- Оркестр Янки Козир[1][30][4]
- Осколки сна[11][4]
- Основний показник[4]
- Останній День[1]
- Останній Новий День[1]
- Остін
- Острів Патмос (гурт)[1]
- Острый угол[1][30]
- От Вінта[4]
- Очеретяний Кварк
- Очеретяний кіт

### П
- Пам'ятки архітектури[7]
- Пан-Лайт[1]
- Пандора[1]
- Паніка[1]
- Пан Пупец
- Пантеон[1]
- П@п@ Карло[1]
- Параграф[1]
- Параноя[31]
- Парниковий ефект[8]
- Пасхальное шествие[6][4]
- Паша і др-р-р[4]
- ПВД
- Пепелац[1]
- Перекресток
- Периферія
- Перкалаба[1][2][10]
- Перрон[5]
- Пестициди[2][31]
- Петро на Горі[31]
- Пірата бенд[5][4]
- Після 9-ти[31]
- Плач Єремії (гурт)[1][7]
- ПНД (гурт)
- Побег с выжженой земли[4]
- По. Ст.[1]
- Подих Долі  [Архівовано 29 липня 2021 у Wayback Machine.]
- Повільне Кермо[5]
- Повітряний зМій[1]
- Повторний карантін[7]
- Подвійна гра[2]
- Полинове поле[1]
- Помаранч[1]
- Помста Чебурашки
- Пост.Скриптум[1]
- Пошлая Молли
- Премьера века[1]
- Прес[2]
- Пристань[1]
- Провінція[8]
- Прометей[7]
- ПроRock[1]
- Пророкі[2]
- Пропала грамота (гурт)[1]
- Прості Слова[2]
- Противовес[6]
- Проти ночі[1]
- Прощай товарищ[1]
- Психотрон
- Птаха Project[2][4]
- Пуля[4]
- Пупса Кукс[1][4]
- Пятки Київ[2]
- П'ятий вимір[1][31]
- П'ятки[1]

### Р
- Раббота Хо[1][5]
- Радіорай[1]
- Радіо-Дєло[5]
- Радио ТЧК[32]
- Радомир[1]
- Радченко Василь[2]
- Рай[32]
- Райдо[32]
- Ранок[6]
- Рапира[1]
- Раптовий напад[4]
- Рассвет[1][32]
- Реальна ситуація[1][32]
- Реанимация[1]
- Рама
- Рафінад[2][8]
- Револьвер[2]
- Режим[1][32]
- Реінкарнація[1]
- РеквієМ[1][32]
- Рекоста
- Ремонт Воды[1]
- Ренесанс[1][32]
- Репортаж[5]
- Різні люди[6]
- Річ без господаря[2][7]
- Роджер Мілз[6]
- Розбите дзеркало[4]
- Розмари[1]
- Рок-банда ХоЖаЙ
- РокЕкзистенція[2]
- Рок-тріо[5]
- Роллік'с[1][32]
- Рольова Модель[1][32]
- Росава
- Русичі[1][32]
- Рутенія (гурт)
- РУРА / RURA

### С
- С.К.Т.
- С.Т.Р.І.М[33]
- Сад[1][2][11][33][4]
- Сад наслаждений[1]
- Сади Аккаду[33]
- Садко[5]
- Салют Абсурда[12]
- Самі Свої[1]
- Сатисфакція[1][33]
- САХР[1]
- Сбей пепел'с[4]
- Сварожичи[33]
- Свіфт[2][33]
- Свій варіант[4]
- Світ-Р[33]
- Своя сорочка[4]
- Сейтар
- Серце Дженніфер
- Серцевий Напад[1]
- Серые ангелы[1]
- Сестра Керрі (гурт)
- Сестри Тельнюк[1]
- Сестричка Віка[7]
- Система КОРР[1][33]
- Сієра Леонна
- Сірик Бенд[1]
- Скажені Діти[2]
- Скіфи[7][4]
- С.К.А.Й.[1][4]
- Гурт[4]
- СкруDG
- Скрябін
- Слід[1][5]
- Слова[33]
- Слов'янський Устрій  [1][33]
- Сметана band
- Снейк[2]
- Собача радість[7]
- Собор[7]
- Сокира Перуна[2]
- Солнце-чернозем[33]
- СонЦе
- Сонця Коло
- Сотгер[2]
- Соу[5]
- Спалахнув Шифер
- Спалені вітрила[4]
- СПАМ
- Спів Братів
- Спіл[10][4]
- Спліт Тейл[2][4]
- СполохЪ[1]
- Справа Крамера
- Срібло[4]
- Стелсі[4]
- Степлен роуз[4]
- Стереошок[1][33]
- Студент РаскольниковЪ[33]
- Ступени[1][11]
- Суицид (гурт)[1]
- Супер Вуйки
- Сутулый чародей[33]
- Сухий Острів (гурт)
- Сьому небо[1]

### Т
- Табула Раса[1][5]
- Тайн: Ши[1][2][4]
- Так Треба (гурт)[1]
- Талісман[2]
- Таліта Кум[4]
- Танака[1]
- Танки[4]
- Тара[4]
- Тарас Житинський[10]
- Тартак[1][4]
- Таршис[1]
- Таші[2][4]
- ТВД Кідс[2]
- Твінс[2]
- Тезіс[2]
- Тела[1]
- Тенета[4]
- Теорія Інших
- Тест[5]
- Тетис[1]
- Тех-Мех[1]
- Тим Талер
- Тире[1]
- Титанік[5]
- ТишаKids
- Тіана Раві[2]
- ТіК[1]
- Тінь Сонця[1][2]
- Ті, що падають вгору[4]
- ТНМК[6][4]
- Товариш[6]
- ТОК (гурт)[1][11]
- Токсичний файл[4]
- ТОЛ[1]
- ТонкаяКраснаяНить
- ТорТ
- Тостер[1][2][4]
- Трин-трава[8]
- Трікстер[4]
- Троє на Дивані
- Транс-Формер [1][2]
- Трейсер[1]
- Трен[1]
- Треш-машина[8]
- Три[1]
- Тринакрія
- Триставісім
- Трійка-сімка-туз[6]
- Тріо Олександра Любченка[11]
- Троада[1]
- Троє Поросят & Хольт[2]
- Троя (гурт)
- Трубка[2]
- Трутні[2]
- Трюк-Система[1]

### У
- Уанс[5]
- Укуренная Бабушка[1]
- «Улисс»[1]
- Улітка[4]
- УНСО[2]
- Утрест[2]

### Ф
- Ф.О.Г.[1]
- Фаберже[1][4]
- Фабрика[6]
- Фаетон[5]
- Файно[1]
- Фактично Самі[1][2][4]
- Фарбований Лис[1]
- Фата Моргана[2]
- Фауст[1]
- Феномен[1]
- Фіолет
- ФлайzZzа
- Фліт[1][2]
- Фльор[8]
- Фоа-Хока[5]
- Фома[5]
- Фобія (гурт)
- Формула води[4]
- Фрегли

### Х
- Харборз[1]
- Хартія
- Хамелеон[2]
- Хамерман знищує віруси[2][4]
- «Хатка Пта…»
- Хвилини Тисячі Мільйонів[2]
- Хвилю тримай[10]
- «Хмародери»
- "ХоЖаЙ"
- «Холодне Сонце»[1][2]
- «Холодный свет»[1]
- «Хорта»
- Худакі[2]
- Худі а моцні[2]
- «ХуЧ»[1]

### Ц
- «Царское Село»[1]
- «Царство Небесное»[1]
- Цвіркунове число[5]
- «Цвіт Кульбаби»
- «Це Міцне»[1]
- «ЦейЛон»
- «Цензор»[1]
- «Цирроз М. К.»[1]
- Цукор — біла смерть[5]

### Ч
- Чайка[4]
- Чёрное танго[1]
- Чека[1]
- Чері[2]
- Чернило Володя[2]
- Червоні дияволята[5]
- Час пік[4]
- Четверта спроба[2]
- Четвертая высота[1]
- Четвертий Кут[2]
- Чеширский Кот[1]
- Чорна кішка
- Чорна Перлина
- Чорна Рада[1]
- Чорний вересень[2][7]
- Чорний менестрель[2][4]
- Чубай Тарас[2]
- Чорний танець[1]
- Чорні черешні[4]
- Чуден човен
- ЧумацьКий шЛяХ

- Шабля (гурт)[34]
- «Шабля Бо»[1][2]
- Шаданакар[4]
- Шаман[6]
- «Шапка56»[1]
- «Шосте Чуття»
- «Широкий Лан»
- «Широко Закриті Очі»[1]
- Шок[6]
- «Шоу Трумена»[1]
- «Шторм»[1]
- Штат[2]
- Штрихкод[2]
- Шум[2]

### Щ
- «Щастя»[1][2][4]
- Щербакова Анжеліка[2]
- Щось таке[11]

### Э
- Энтро[1]

### Ю
- Юджин[2]
- Южный крест[1]

### Я
- Яка існуЄ[1][2]
- Ярн[5]
- ЯЯЯ

## Латинка

### A
- Absorbcia[1]
- Acloneofmyown[1]
- Aeternus Prophet
- Ai Laika!
- Aida
- AKKO (гурт)[35]
- Al Troll
- Ales[1]
- Alive[1]
- Allain[1]
- AlterEgoRegis
- Ambivalence[1]
- AndrosLand
- Aneurysm (гурт)
- Animals' Session[1]
- Antenna
- Antiдот
- AppleSin
- Arhey[1]
- Aridan[1]
- Artania
- Atlantis (гурт)
- Audiobay
- Auschwitz[1]
- Autism[1]

### B
- B.R.O.S.
- Bahroma
- Beetlejuice[1]
- Bessoven
- BioNik[1]
- BlackCherry
- Black Jack[1]
- Blanch[1]
- Blazing Hill
- Bloody harvest
- Bluezofrenia
- Bram Stoker[1]
- Broken toys gallery
- Bumbla-Bee[1]
- Burning Plains
- Burned Time Machine
- Breath Of Fate  [Архівовано 29 липня 2021 у Wayback Machine.]
- Bredberi[36][37][38] [Архівовано 11 листопада 2021 у Wayback Machine.]

### C
- C.O.D.
- C.Ville[1]
- CARDIOFEELS
- Carnal Embodiment[1]
- Castrum[1]
- Chaos Limit[1]
- CHESHIRES
- City'sh[1]
- Control Dreams
- Coda[1]
- Crosswise[1]

### D
- Da Bitt[1]
- Da Vinchi[1]
- Dalai Lama
- Dammerung[1]
- Dance Party.Dance Dance!
- Dark Winter[1]
- Daz Machine[1]
- De Jim[1]
- Delia[1]
- Des’ Tam[1]
- Despotism[1]
- DIGest
- Dionis
- Disclaimer[1]
- Disintegration (гурт)
- Divert[1]
- Dogma (гурт)[1]
- Dollheads[1]
- Dread Nought
- Drozdy[1]
- Dust Heaven[1]
- Dysphoria

### E
- Eclipse[1]
- Ellen Route
- éllia
- ElliS
- Emilia
- Empire Of Fate
- End Of Limits[1]
- Epolets
- Er.J.Orchestra[39]
- Erynia[1]
- Esthetic Education[1]
- Etc[1]
- Etwas Unders[1]
- Evidence
- EvilDion[1]
- Extasy[1]

### F
- Factor 150
- Fake Elegance[1]
- Fakultet
- Fat From Mars
- FarInHate
- Feel_Few
- firejam
- FireLake[1]
- Fleshgore
- Flaer
- Flying[1]
- Flëur[1]
- FortecaRus[1]
- FRANCO
- Freedom Avenue
- Forgotten Symphony
- For The Lost Morrow
- Freddy Marx
- FreeJam[1]
- Freeky Cleen[1]
- Frosted
- Fluids

### G
- General Music
- Giuntare[1]
- Go Baga Band[1]
- Goodlife
- Gorod Solntsa[1]
- Green Grey[1]
- Green Miles[1]
- Green Silence[1]
- Greta Grace
- Grimfaith[1]

### H
- Hard Day's Night[1]
- Heartblanch
- Hoggwash (гурт)[40]
- Hunting Ground[1]
- Hyperion[1]

### I
- I Miss My Death
- Igelkott
- ILLARIA
- Imbola
- ImiR
- IMPERA
- IndiGO
- Inferno[1]
- Infinite Tales
- In reflection
- Insider[1]
- Inside The Sound
- Interpressive
- InСАЙД
- Ivan БлюZ

### J
- J.S.D.[1]
- JabberHeads
- Jam Roll
- Jelis[1]
- Jim Jams[1]
- Jinjer

### K
- Karfagen[41]
- Karta Svitu
- Krichuss
- KeH-GURU[1]
- Kids Room 402
- Klinit
- KoDeX
- Kozak System
- Kvadra[1]

### L
- Lama
- Last Hope[1]
- Lazy Town[1]
- Lemberg[1]
- Li.Me[1]
- Liga-Band[1]
- Love'n'Joy
- LSD[1]
- Lucky Sun Day[1]

### M
- Mad Heads[5]
- Mad Heads XL[1]
- Made In Future
- Make Me a Butterfly
- Make Me Famous
- MAKNAMARA
- Malinconia[1]
- Marshroot
- Marvel
- MaXinatoR[1]
- MAUT
- May of Sorrow
- MediuM[1]
- Medvyana ROSA[1]
- Merva
- MetalForce
- Mixtura[1]
- MUFFTRAIN
- My Broken World
- MY FAVORITE BLACK (MFB)
- Mysterya

### N
- Natural spirit[1]
- New Land[1]
- Nexus[1]
- Nocturnal Dominium[1]
- NOVI
- NoiZeless[1]
- Non Grata[1]
- NoName[1]
- Notre Damm[1]
- NSL![1]

### O
- Oakman[1]
- Off!Top[1]
- OFFis
- OnLine[1]
- Ot Vinta[1]
- Outcry[1]
- Outer Space
- Overpast[1]
- Omana

### P
- Palestina
- PanKe Shava
- Pan Zabiяka[1]
- Partisan Forest
- People Plant
- Perforator[1]
- PICK-UP[1]
- Pictures Inside Me
- Pink Pong[1]
- Pins[1]
- Pipl plant
- Plague N.R.G.[1]
- Platina
- Platinum[1]
- Plov gotov
- POINT (гурт)
- Pollock
- Pomylka+Rezydenta[1]
- Poster[1]
- PostScriptum[1]
- Postsense[1]
- Prime Time
- Properganja[1]
- Prorezy[1]
- PSeVdo[1]
- Pulse[1]

### Q
- Quadragesima

### R
- Radiowaves
- Radio Plush
- Rain Dogs (гурт)[1]
- Ravage Wave[1]
- Red House Blues[1]
- Red Rocks
- ResNullius[1]
- Respect Your Mom
- Rezet[1]
- Rising (гурт)[1]
- Robots Don't Cry[1]
- Rocka de Borneo
- Rock-Feller$[1]
- Rock-H
- RoNRoMeRo
- Rosa Marena[1]
- Rotten Apple (гурт)

### S
- Sacrament Of Vanished Debris
- [SALE]only
- Samosaboyzz
- Sample Rate (гурт)
- Saymack Lem[1]
- Scorn age[1]
- Scream[1]
- Scrudg[1]
- Shedding Tears
- SHEcrIES
- Shockheads
- Simple Pimple[1]
- SkaVer
- Slap
- SNUFF (гурт)
- So
- Solarsystem[1]
- SoulMarket
- Sound Riddle
- Space of variations[31]
- Speech
- Spring story[1]
- Stinx
- Stand.UP[1]
- Skinhate
- Stanza
- Strawberry Kills
- Stuff44
- Subconscious Void[1]
- Sun Day
- Sunchild (гурт)[42]
- SuperDIVKA
- Sur Band
- SWEETLO
- Switch On The Light
- Symfomania
- Sтереометрія[1]
- Sюr
- S‘GanS[1]

### T
- TaRuta[1]
- TeenSpiriT[1]
- TenderPsycho
- TeNeTa[1]
- Terra Impressionum
- TERRA
- Thassos[1]
- The Burned Up[1]
- The C-Men
- The Crяck[1]
- The FigVam
- The Groovers
- The Homebodies
- Thelen(ь)
- The Hardkiss
- The Year of Silence
- The Refrigerator CutieS
- The Rise
- The Sunset Rays
- The Vips
- Theogonia (гурт)
- Tomato[1]
- Turn of fate[1]
- The Fluids Band
- The_ВЙО

### U
- Ultima[1]
- Unaby
- Uncreated Light
- Underground Crossing[1]
- Underground Dimension[1]
- Unerase[1]
- Unit XI[1]
- Urpatahos[1]
- Utburd[1]

### V
- VARM[1]
- Vega
- Veritas
- Violent Vortex
- VISCULA
- Vivienne Mort
- Voice of Nation

### W
- Warp[1]
- WashingTones
- Whiskey Jam[1]
- White Witch
- W.H.I.T.E
- Wild Garden[1]
- WitchHunter[1]
- Without limits
- Wivern[1]

### Z
- ZanoZZa[1]
- ZarJA[1]
- Zsuf[1]
- Zurbagan[1]
- Zvоротний Vідлік[1]
- Z'їли
- Za вікном[1]
- Zнаки[1]

## 0—9
- 1.2.3
- 2.5.5
- 3.14[1]
- 440 Герц
- 48 ГільдіЯ
- 4e4e
- 7th Day[1]
- 7th-sky[1]
- 999[7]
- 10 метрів ВБІК
- +GG+[7]

## Джерело
- Список виконавців українського року на сайті rock.kiev.ua - з архіву http://web.archive.org/
- Список виконавців українського року на сайті mp3files.com.ua
- База даних за гуртами на "Альтернативна музика" - з архіву http://web.archive.org/